# Sofia Bekatōrou
Sofia Bekatōrou (in greco Σοφία Μπεκατώρου?; Atene, 26 dicembre 1977) è un'ex velista greca.
Ha partecipato a tre edizioni dei giochi olimpici (2000, 2004 e 2008) conquistando complessivamente due medaglie.

## Palmarès
Olimpiadi
- 2 medaglie:
  - 1 oro (classe 470 a Atene 2004)
  - 1 bronzo (classe Yngling a Pechino 2008)

Mondiali
- 1 medaglia:
  - 1 oro (classe 470 a Cadice 2003)

Mondiali - classe 470
- 3 medaglie:
  - 3 ori (Balatonfured 2000, Koper 2001, Cagliari 2002)

Europei - classe 470
- 3 medaglie:
  - 2 ori (Dun Laoghaire 2001, Tallinn 2002)

Europei - classe Yngling
- 1 medaglia:
  - 1 bronzo (Warnemunder 2007)